# Kreischgebiet

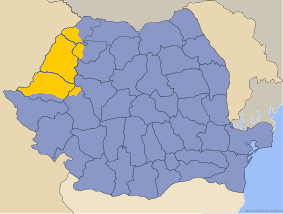
Rumänischer Teil des Kreischgebiets

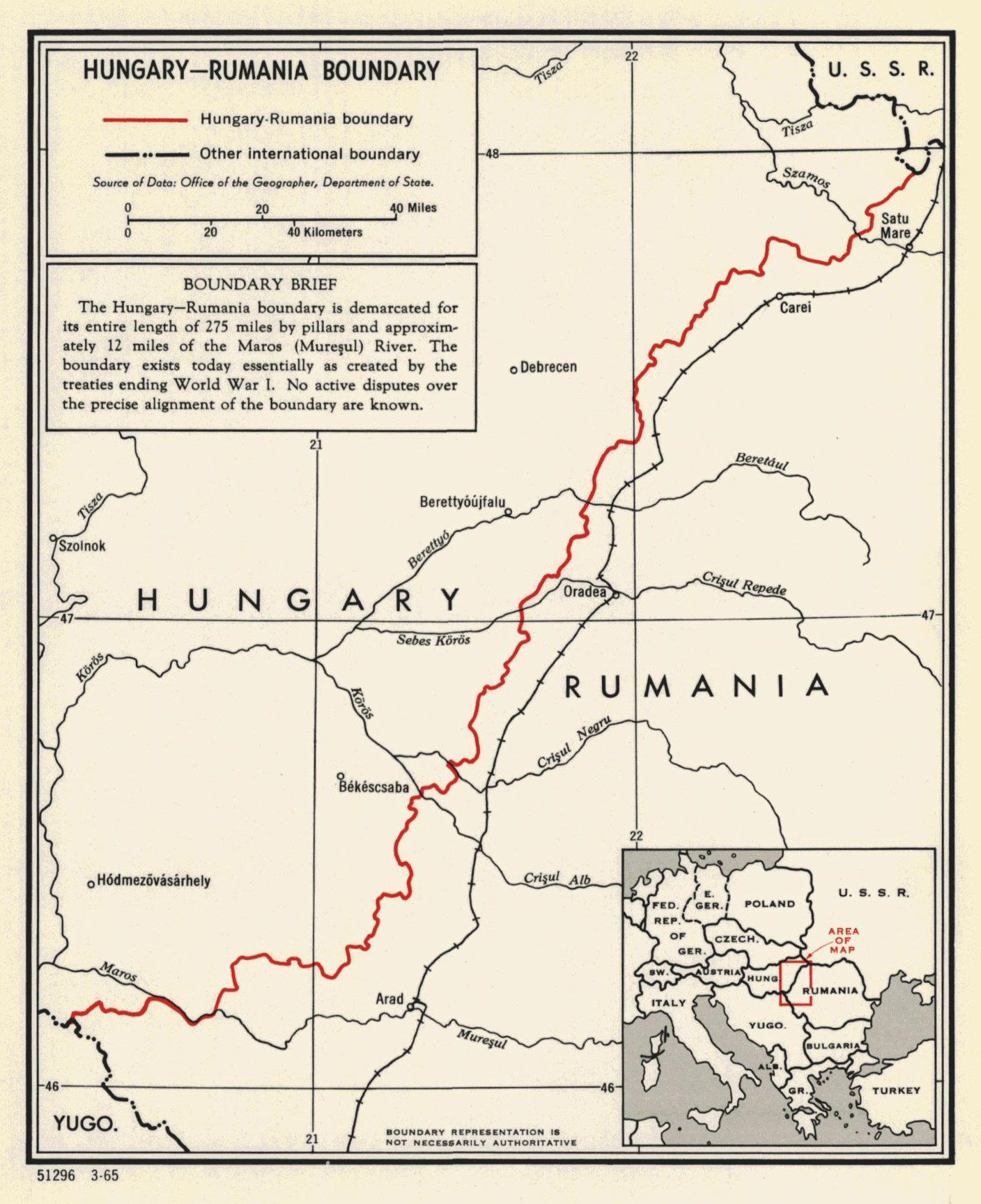
Rumänisch-ungarische Grenze im Kreischgebiet

Das Kreischgebiet (auch Kreischland, rum. Crișana, ung. Körösvidék) ist eine historische Landschaft im Osten von Ungarn und Nordwesten von Rumänien. Es grenzt im Süden an den Fluss Mieresch (rum. Mureș, ung. Maros), im Osten an das Apuseni-Gebirge und im Westen an die Theiß.
Es verdankt seinen Namen vermutlich dem Fluss Kreisch (rum. Criș, ung. Körös) und seinen Zuflüssen, der Schnellen Kreisch (rum. Crișul Repede, ung. Sebes-Körös), der Weißen Kreisch (rum. Crișul Alb, ung. Fehér-Körös) und der Schwarzen Kreisch (rum. Crișul Negru, ung. Fekete-Körös). Diese fließen westwärts nach Ungarn in das Komitat Békés und vereinigen sich dort zur Kreisch.
Die wichtigste Stadt („Hauptstadt“) im Kreischgebiet ist Oradea (dt. Großwardein, ung. Nagyvárad), andere größere Städte sind u. a. Arad, Aleșd, Beiuș, Salonta und Ineu in Rumänien sowie Békéscsaba, Debrecen und Gyula in Ungarn.
Die Region war ursprünglich Teil des Königreichs Ungarn, fiel dann nach der Schlacht bei Mohács (1526) als Teil des Partiums an das Fürstentum Siebenbürgen, dem es in sich ändernden Anteilen bis 1867 angehörte. Das Partium, zu dem neben dem Kreischgebiet auch die Region Sathmar und Teile des Banats  gezählt wurden, ist nicht Bestandteil des historischen Siebenbürgens, wird aber heute im rumänischen Sprachgebrauch oft zu Transilvania dazugezählt.